# 杭埠河
杭埠河，古称龙舒水、南溪、前河、巴洋河，是巢湖水系的干流。发源于安庆市岳西县大别山区的猫耳尖，岳西县境内称姚家河，流入六安市舒城县后称晓天河，出龙河口水库后始称杭埠河，于合肥市肥西县三河镇东入巢湖。习惯上将姚家河段称为上游，晓天河段称为中游，杭埠河段称为下游。上游、中游段主要流经大别山间的河谷，下游则穿梭于大别山外围的丘陵区和环巢湖平原。

## 主要支流

### 上游
- 西河
- 查水河

### 中游
- 双河
- 舒川
- 石皂河
- 救母河
- 山七里河
- 河棚河

### 下游
- 小南河
- 丰乐河